# Parambassis vollmeri
Parambassis vollmeri és una espècie de peix pertanyent a la família dels ambàssids.

## Descripció
- Fa 6,7 cm de llargària màxima.
- 16-17 radis tous a l'aleta dorsal.
- 16-17 radis tous a l'aleta anal.[5]

## Hàbitat
És un peix d'aigua dolça, demersal i de clima tropical.

## Distribució geogràfica
Es troba a Àsia: conques dels rius Salween a Tailàndia i Houngarao a Myanmar.

## Observacions
És inofensiu per als humans.